# KSK-Kultus Kaunas
KSK-Kultus Kaunas war ein Sportverein der deutschen Minderheit in Litauen. Der Club war beheimatet in Kaunas (russisch und polnisch: Kowno; deutsch (veraltet): Kauen), das in der Zwischenkriegszeit provisorische Hauptstadt Litauens war. Er entstand 1929, nachdem die beiden Vereine Kownoer Sport Klub und Kultus Kaunas fusionierten.

## Geschichte

### 'Kownoer Sport Klub (KSK)'
Nach der Gründung des ersten litauischen Fußballvereins LFLS Kaunas erhielt der Sport in Kaunas weiteren Auftrieb durch die Gründung des „Kownoer Sport Klubs“ (KSK) – ein Verein der deutschen Minderheit – am 2. Oktober 1921. Gemeinsam mit LFLS spielte der KSK in Kaunas lange Zeit im Fußball und in der Leichtathletik die bestimmende Rolle. Etwa die Hälfte der litauischen Fußballmannschaft bei den Olympischen Spielen 1924 kam vom Kownoer Sport Klub. 1923 war der KSK litauischer Vizemeister geworden. 
Die Erfolge wirkten sich auch auf die Mitgliederzahl aus: Von 50 Mitgliedern im Jahr 1924 stieg die Zahl bis 1926 auf ca. 250. Darunter waren nicht nur Schüler des Deutschen Gymnasiums in Kaunas, dem traditionellen Nachwuchsreservoir des Vereins, sondern auch zahlreiche Litauer, Polen und Russen, die bei dem renommierten Club Sport unter guter Anleitung erlernen wollten. Sport bedeutete nicht nur Fußball und Leichtathletik, sondern beispielsweise auch Eishockey und Eiskunstlauf.

### „Kultus“ Kaunas'
Ein Jahr nach der KSK-Gründung, am 2. Oktober 1922, bekam dieser mit dem „Litauisch-Deutschen Verein für Kunst, Bildung und Sport“, der ab 1924 den Namen „Kultus“ annahm, in Kaunas „deutsche Gesellschaft“. Die „Kultus“-Mitglieder waren fast ausschließlich Deutsche aus dem Stadtteil Schanzen, die als Angestellte und Arbeiter in den Fabriken der Brüder Schmidt und Tillmanns beschäftigt waren. Das war auch die angepeilte Zielgruppe gewesen, denn der Club war mit der Intention ins Leben gerufen worden, „Interesse für einen Verein zu wecken, in welchem die deutsche berufstätige Jugend gesellschaftliche Unterhaltung für ihre Freizeit sowie körperliche und geistige Ertüchtigung durch allseitige Pflege des Sportes finden sollte“. Auch bei „Kultus“ spielte der Fußballsport eine wichtige Rolle: 1928 erreichte der Verein die höchste Spielklasse in der Region Kaunas.

### 'KSK-Kultus Kaunas'
Ende der 1920er Jahre neigte sich die Blütezeit beider deutscher Vereine ihrem Ende zu. Nachwuchsschwierigkeiten und Abwanderung der Reichsdeutschen aufgrund politischer Entwicklungen sorgten dafür, dass beide Clubs immer kleiner wurden. Am 6. April 1929 fusionierte man zum „KSK-Kultus“. Der Zusammenschluss setzte neue Kräfte frei und noch im selben Jahr wurde man Vizemeister der Kaunas-Gruppe. Aber es war nur ein Strohfeuer, denn bereits 1930 stieg man aus der höchsten Klasse ab, um nie mehr dorthin zurückzukehren.
Dass in der Folgezeit die Mitgliederzahl immer mehr abnahm, dass die sportliche Betätigung eingeschränkt werden musste, hatte auch politische Ursachen. Einerseits wirkten sich die Querelen um das Memelland auf die deutsche Minderheit in Litauen insgesamt aus, andererseits regierte die in Deutschland an die Macht gekommene NSDAP auch in den Sportverein hinein,  Nichtdeutsche unter den Clubmitgliedern traten aus oder wurden herausgedrängt. Schikanen und bürokratische Hemmnisse der litauischen Obrigkeit sorgten ebenfalls dafür, dass der KSK-Kultus nicht mehr richtig auf die Beine kam.

### Deutscher Sportverein Olympia Kaunas
1937 sollte der KSK-Kultus auf Veranlassung der litauischen Regierung  aufgelöst werden. Der Verein konnte dies Anfang März durch Umbenennung in „Deutscher Sportverein Olympia“ verhindern.  Noch im selben Jahr wurde Schülern die Zugehörigkeit zu Sportvereinen, die außerhalb der Schule bestanden, verboten.
Was aus dem Verein wurde, ist unbekannt. Wahrscheinlich erlosch er mit dem Einmarsch der Sowjetunion in Litauen.